# عبيد المال (فلم)
عبيد المال هو فيلم مصري تم إنتاجه عام 1953، من إخراج فطين عبد الوهاب، وبطولة فاتن حمامة وعماد حمدي وفريد شوقي.

## تمثيل
- فاتن حمامة
- عماد حمدي
- فريد شوقي
- مختار عثمان
- محمود المليجي
- مونا فؤاد
- ملك الجمل
- رياض القصبجي

## روابط خارجية
- مقالات تستعمل روابط فنية بلا صلة مع ويكي بيانات